# Chiesa di San Marco dei Sabariani
La chiesa di San Marco dei Sabariani era una chiesa medievale di Benevento, posta sotto lo iuspatronato della famiglia Sabariani e dedicata a san Marco di Eca, di cui forse custodiva le reliquie. L'edificio occupava parte dell'attuale piazza Salvatore Sabariani, e fu distrutto dal terremoto del Sannio del 1688. Ne rimane la cripta, contenente importanti affreschi di scuola beneventana, di età longobarda o immediatamente successivi; rinvenuta nel 2007, attualmente è in stato di abbandono e a grave rischio di deterioramento.

## Storia

### Dalla fondazione al crollo della chiesa
Sono ignote le origini della chiesa di San Marco. La datazione degli affreschi rinvenuti nella cripta potrebbe essere precedente di qualche secolo alle prime menzioni documentate dell'edificio sacro. L'esistenza della chiesa nell'anno 1018 sarebbe attestata da un'epigrafe che era posta sulla facciata e dedicata alla morte del sacerdote Giovanni: tale collocazione suggerisce che egli ne sia stato rettore. Una citazione esplicita della «Parrocchia Sancti Marci» si trova nell'Obituarium S. Spiritus, già a partire dalla prima redazione di quest'ultimo nel 1198; qui viene anche ricordata la morte del sacerdote Pietro.
Secondo una tradizione riportata da nel XVIII secolo da Filippo Ferrari e dagli eruditi beneventani Mario De Vipera e Giovanni De Nicastro, nella chiesa erano ospitate le reliquie di san Marco, vescovo di Eca fra il III e il IV secolo. Tali reliquie, prima custodite nella cattedrale di Bovino, sarebbero state traslate a Benevento in un tempo imprecisato, e in città si sarebbe celebrato il 7 ottobre come giorno della traslazione. A Bovino, però, è consolidata una ininterrotta tradizione di possesso delle spoglie del santo, ragion per cui i Bollandisti, esaminando la questione, suggerirono che a Benevento giunsero solo alcune reliquie, oppure le spoglie di un omonimo san Marco Africano.
A partire dagli ultimi anni XIII secolo la storia della chiesa di San Marco si intrecciò con quella della famiglia Sabariani (o Savariani), una derivazione beneventana dei de Sabrano di origine provenzale, i quali all'incirca nello stesso periodo acquisivano il titolo di conti di Ariano. I Sabariani avrebbero rifondato o ampliato la chiesa e la denominazione «San Marco delli Savariani» appare a partire dal 1288 ad attestare il legame della famiglia con l'edificio sacro. Nei secoli a venire, i Sabariani mantennero lo iuspatronato sull'edificio di culto e lo dotarono «di ricche, e copiose rendite».
Come era attestato da una lapide posta all'interno della chiesa, essa fu restaurata nel 1614: i fratelli Lelio e Antonio Sabariani spesero più di 600 ducati per renderla una delle più sfarzose di Benevento. Essi, inoltre, stabilirono un contributo annuo di 10 ducati per il curato, affinché celebrasse messa ogni martedì e giovedì.
La parrocchia di San Marco dei Sabariani fu una delle 8 della città di Benevento conservate con la riorganizzazione introdotta dall'arcivescovo Vincenzo Maria Orsini (il futuro papa Benedetto XIII) il 1º aprile 1688.

### Le sedi successive della parrocchia
Nello stesso anno il terremoto del 5 giugno danneggiò la chiesa di San Marco dei Sabariani in un modo che fu giudicato irreparabile. Forse la cripta continuò momentaneamente a essere utilizzata, ma il 1º dicembre 1696 fu consacrata la nuova chiesa di sant'Andrea apostolo all'interno del vicino seminario arcivescovile. L'arcivescovo Orsini spostò in questa chiesa le funzioni della parrocchia di San Marco; e qui furono anche traslate le presunte spoglie del vescovo Marco.
La famiglia Sabariani, che avrebbe avuto l'obbligo di ricostruire la chiesa distrutta, non lo fece e perse il diritto di patronato. Il terreno ove sorgeva il tempio, di proprietà del parroco, fu dato in enfiteusi alla famiglia Ascolese, che fra il 1718 e il 1719 vi edificò un filare di tre casette. Probabilmente fu tra il terremoto del 1702 e questo reimpiego dell'area che anche la cripta della vecchia chiesa fu definitivamente dismessa: la sua volta fu distrutta per livellare il terreno, e il vano fu riempito di cocci e macerie provenienti dal seminario, com'è evidenziato dalle scritte che recano molte delle ceramiche rinvenute.
Nel 1753 il Vicario Generale ripristinò il diritto di patronato della famiglia Sabariani, che si impegnò a pagare 5 ducati all'anno alla parrocchia e ricavò una nuova chiesa gentilizia nel pianterreno del proprio palazzo, ubicato di fronte alla chiesa distrutta.
Tale ambiente sacro è ricordato per un episodio avvenuto nel 1848, nell'ambito dei moti liberali: Salvatore Sabariani, dopo aver intessuto rapporti con ambienti liberali napoletani, si mise a capo di una congiura il cui scopo primario era ottenere l'annessione dell'isolata enclave pontificia di Benevento al Regno delle Due Sicilie. A causa di una fuga di notizie, tuttavia, il 15 aprile la polizia si recò a palazzo Sabariani per arrestarlo, proprio mentre si riuniva con altri quattro congiurati. Essi tentarono di adunare il popolo beneventano suonando le campane della chiesa, ma invano: la resistenza alla polizia, fra cui i congiurati fecero un morto e un ferito, si concluse con l'incendio del palazzo e l'arresto di tutti i cospiratori.
Sebbene il vano usato come chiesa non fosse adeguato allo scopo, la nuova chiesa dei Sabariani restò in uso fino al 30 marzo 1900: solo in tale data, infatti, il sindaco di Benevento dichiarò l'edificio inagibile perché le travi del soffitto mostravano dei cedimenti evidenti.
La sede della parrocchia fu allora spostata di nuovo: l'arcivescovo Donato Maria Dell'Olio acconsentì al suo insediamento nella chiesa di Santa Teresa, adiacente al palazzo dei Sabariani. Essa, già chiesa dei carmelitani scalzi, all'epoca era gestita dalla confraternita del Sacro Monte dei Morti. Nel 1924 la chiesa di Santa Teresa fu dichiarata «sede stabile» della parrocchia, e il 23 giugno 1932 un decreto reale di Vittorio Emanuele III la ridenominò come "San Marco dei Sabariani in Santa Teresa". Anche quest'ultimo edificio, però, fu danneggiato dai terremoti del 1962 e del 1980: così, nel 1986, l'arcivescovo Carlo Minchiatti soppresse la parrocchia, e nel 2002 il suo successore Serafino Sprovieri sconsacrò la chiesa.

### Gli scavi

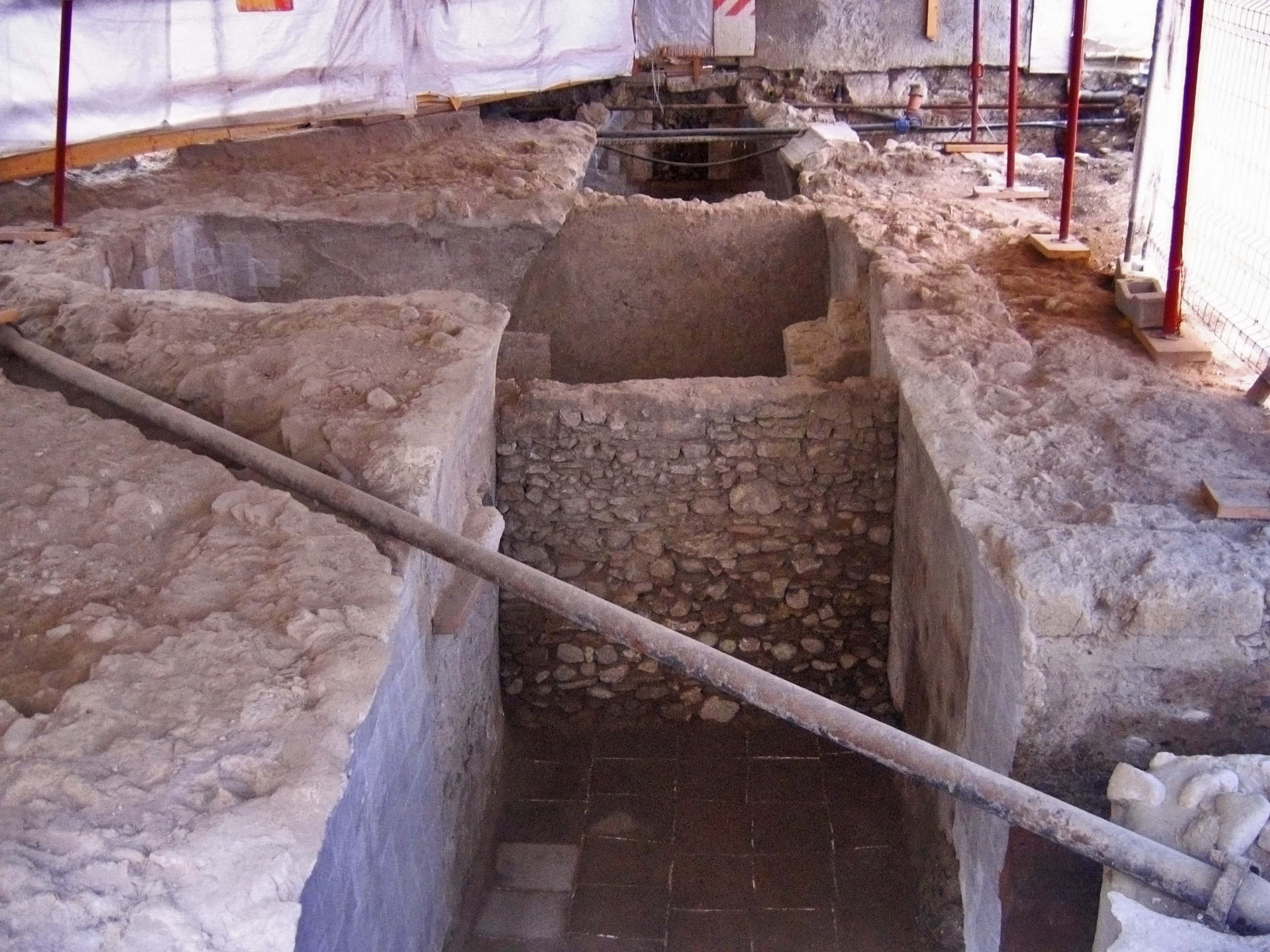
La cripta vista nel 2007. Sono evidenti i muretti divisori eretti dopo il terremoto del 1688.

Le fonti danno informazioni contrastanti per quanto riguarda i passaggi di possesso del terreno dove sorgeva la chiesa antica. Di sicuro negli anni 1950 le casette non erano più esistenti e l'area fu lastricata come il resto della piazza circostante. Nel febbraio del 2007, poi, la cripta tornò alla luce casualmente durante uno scavo effettuato dall'Enel per la posa di cavi. All'inizio il vano fu ritenuto una cisterna, ma quando emersero gli affreschi il ritrovamento fu riconosciuto come eccezionale. All'inizio gli scavi attirarono grande interesse: essi proseguirono fino a ripulire interamente la cripta, e le locali Soprintendenze Archeologica ed ai Beni Architettonici pianificavano interventi di recupero con il comune di Benevento. In attesa che fosse avviato il restauro degli affreschi, in via provvisoria i frammenti caduti furono riattaccati con della garza, furono reintegrati i sali che gli intonaci avevano perso a causa dell'umidità, e tutta la superficie affrescata fu infine ricoperta di carta di riso.
Tuttavia il sito entrò presto in una fase di abbandono: esso rimase coperto solo da lamiere fino alla fine del 2010, quando fu costruita una copertura fissa; lo strato di carta di riso all'epoca aveva già incominciato a staccarsi e a lasciare gli affreschi in preda alle intemperie. Negli anni successivi si è parlato più volte del loro restauro, che non ha mai avuto luogo a causa di problemi burocratici e di finanziamento. A dicembre 2015 la Soprintendenza Belle arti e paesaggio per le province di Caserta e Benevento ha eseguito un sopralluogo dal quale è stato concluso che il restauro deve essere effettuato con la massima urgenza, perché gli affreschi si stanno sgretolando.

## Descrizione

### Cripta

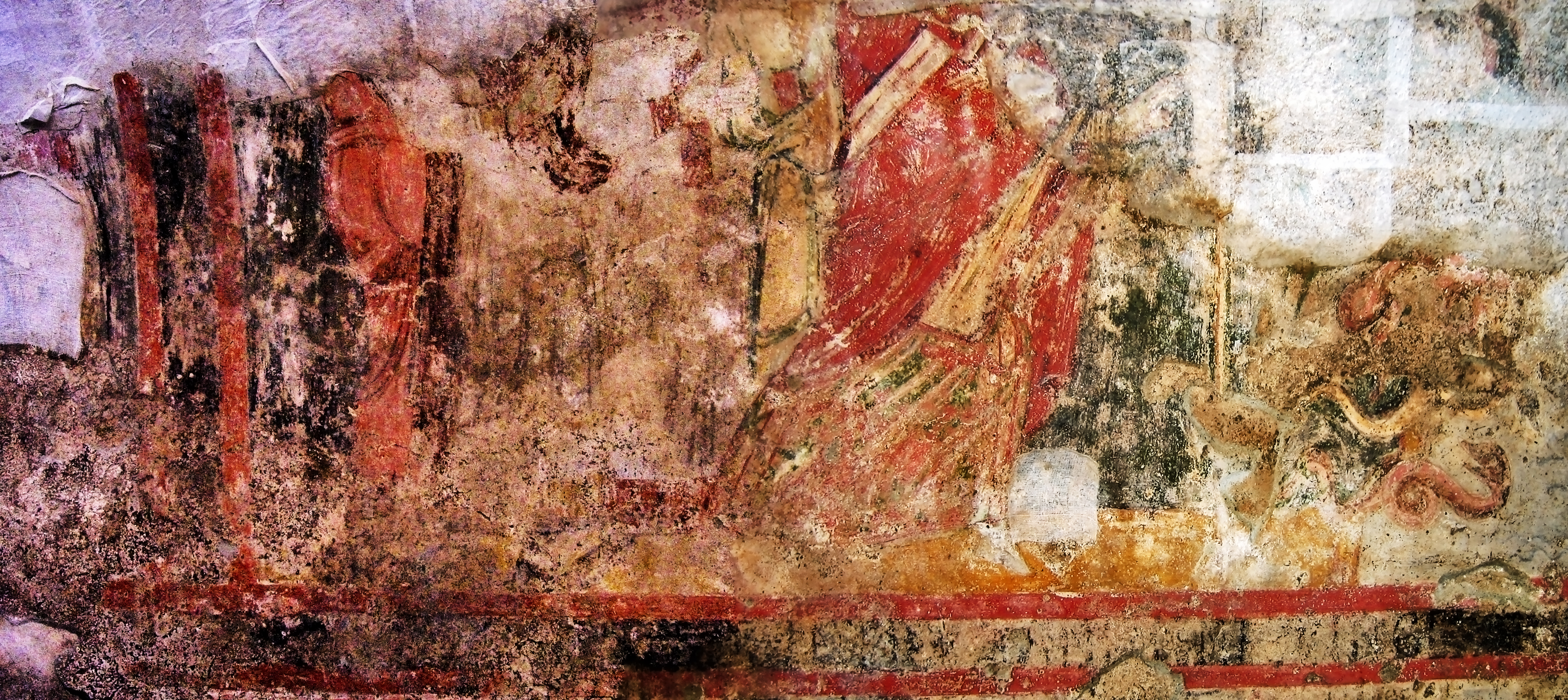
La pesca miracolosa.

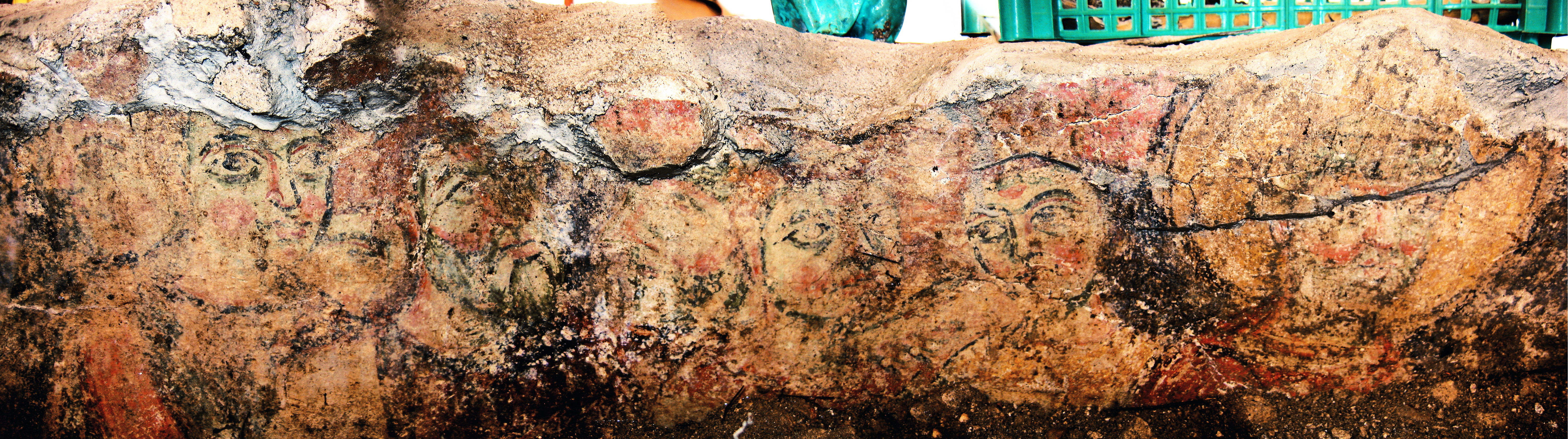
Teoria di teste.

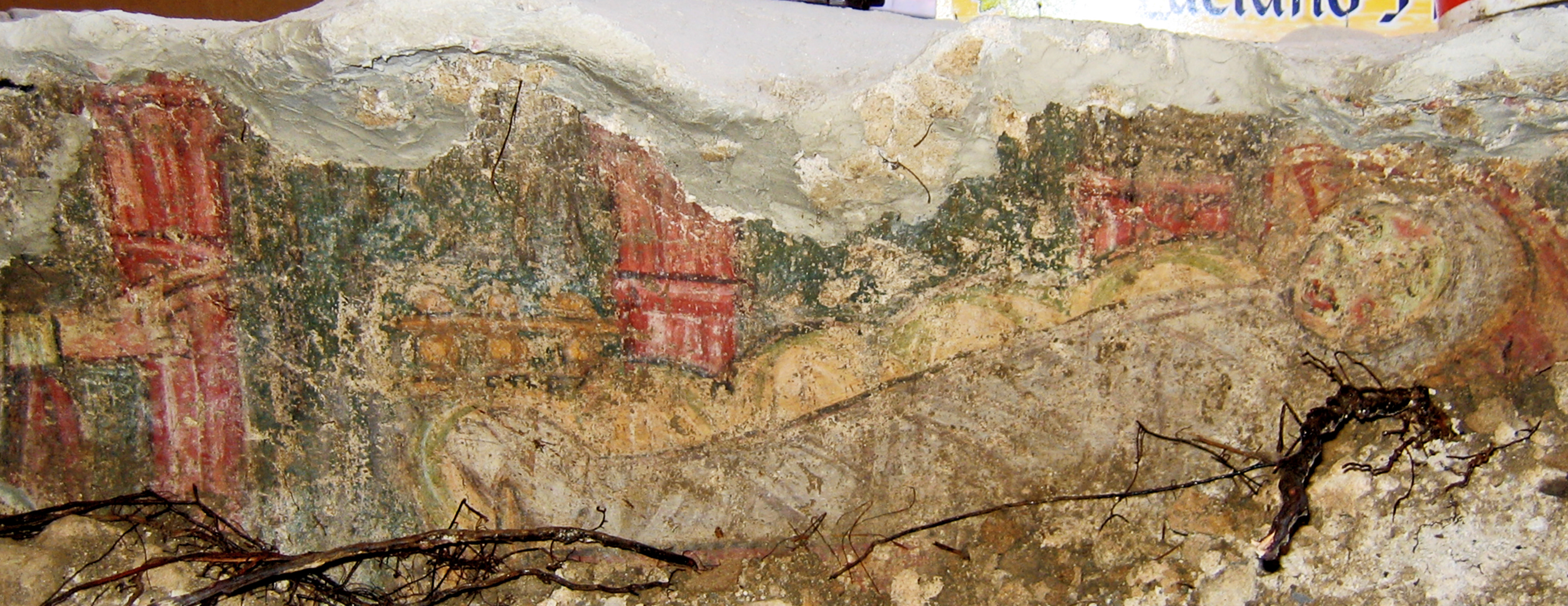
La Dormitio Virginis più antica

La cripta giace interamente al di sotto dell'attuale piano stradale. La sua pianta è basata su uno stretto rettangolo (15×1,5 m) il cui lato più lungo è orientato in direzione N-S. L'ambiente era ricoperto da una volta a botte, la cui sommità fu rasata. Al centro della parete orientale si apre una piccola abside dal fondo arcuato, mentre la parete opposta presenta, presso le due estremità, due scalette per la discesa nell'ambiente. Quella a sud conserva resti di un architrave di reimpiego, in pietra calcarea; e al suo fianco era una nicchia, murata in un secondo momento. Al centro della parete sud è un'altra nicchia, mentre in quella nord è una finestrella per l'aerazione dell'ambiente. L'aula è pavimentata in mattonelle di terracotta.
Il vano è ricoperto di intonaco bianco, su cui furono dipinti due cicli di affreschi in fasi distinte: essi sono una delle poche testimonianze rimanenti della pittura della scuola beneventana. Inizialmente gli affreschi della seconda fase, i primi a essere ritrovati, sono stati datati all'VIII o IX secolo, sulla base delle somiglianze stilistiche con quanto rimane degli affreschi di Santa Sofia sempre a Benevento. Tuttavia, ulteriori valutazioni riconoscono l'incapacità, fino a ora, di trovare riferimenti cronologici esatti e si limitano a rilevare che gli affreschi sono espressione di un simbolismo altomedievale, con residui elementi classici, che si è trascinato in alcuni casi fino al XII secolo. Furono realizzati, cioè, mentre era ancora esistente il Principato longobardo di Benevento, o poco dopo.
Gli affreschi residui della prima fase sono concentrati all'estremità nord del vano. Nella parte alta delle pareti sono delle scene figurative, e sotto di esse delle decorazioni a motivi geometrici. Costanti in tutto il ciclo sono la vivacità e la potenza espressiva della rappresentazione e dei suoi colori.
All'estremità nord della parete orientale è dipinta una scena «di grande naturalismo», ma monca e di difficile lettura. In uno scenario marittimo, con serpenti, pesci e un polipo, si vedono due figure umane. La scena potrebbe essere una rappresentazione della pesca miracolosa, e le due figure sarebbero Gesù con un apostolo.
Nella parte alta della parete nord è dipinta una fila di teste di personaggi, sia maschili sia femminili, di cui quella più a destra ha un'aureola. I relativi busti sono visibili con difficoltà. La raffigurazione è stata accostata sia ad esempi di affreschi del IV sia del primo XII secolo, in un'epoca in cui si stavano abbandonando gli stilemi bizantini per una resa più espressiva, ma ancora vicina alla sensibilità longobarda.
Contigua a questa scena, sulla parete occidentale, è una figura bendata distesa su un letto, sotto il quale appaiono un cantaro e una brocca. La scena potrebbe raffigurare la resurrezione di Lazzaro, ma i dettagli sfarzosi inducono piuttosto a pensare a una Dormitio Virginis, dipinta in maniera atipica ma analoga alla raffigurazione in stucco dell'abbazia di San Pietro al Monte (XI secolo). Il quadro si estendeva sotto la volta distrutta, e perciò rimane ben poco delle figure attorno al letto, che sarebbero Gesù e gli apostoli: secondo il vangelo apocrifo di Giovanni il Teofilo, la Vergine volle che tutti loro fossero riuniti, anche richiamati dalla morte quando necessario, in occasione della sua assunzione al cielo. Al 2011 tale affresco risultava già gravemente logorato dall'abbandono.

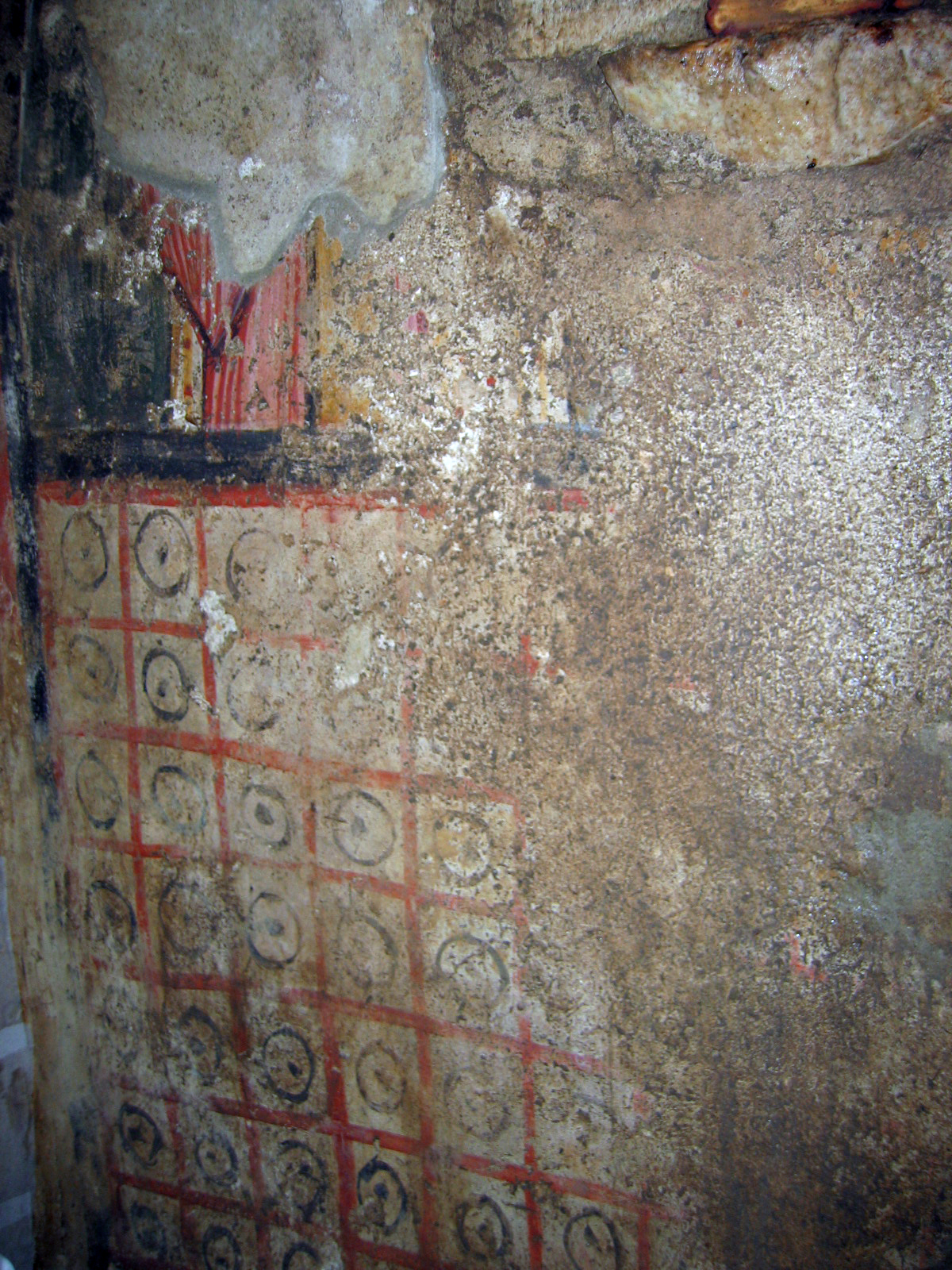
Decorazioni geometriche della parete nord.
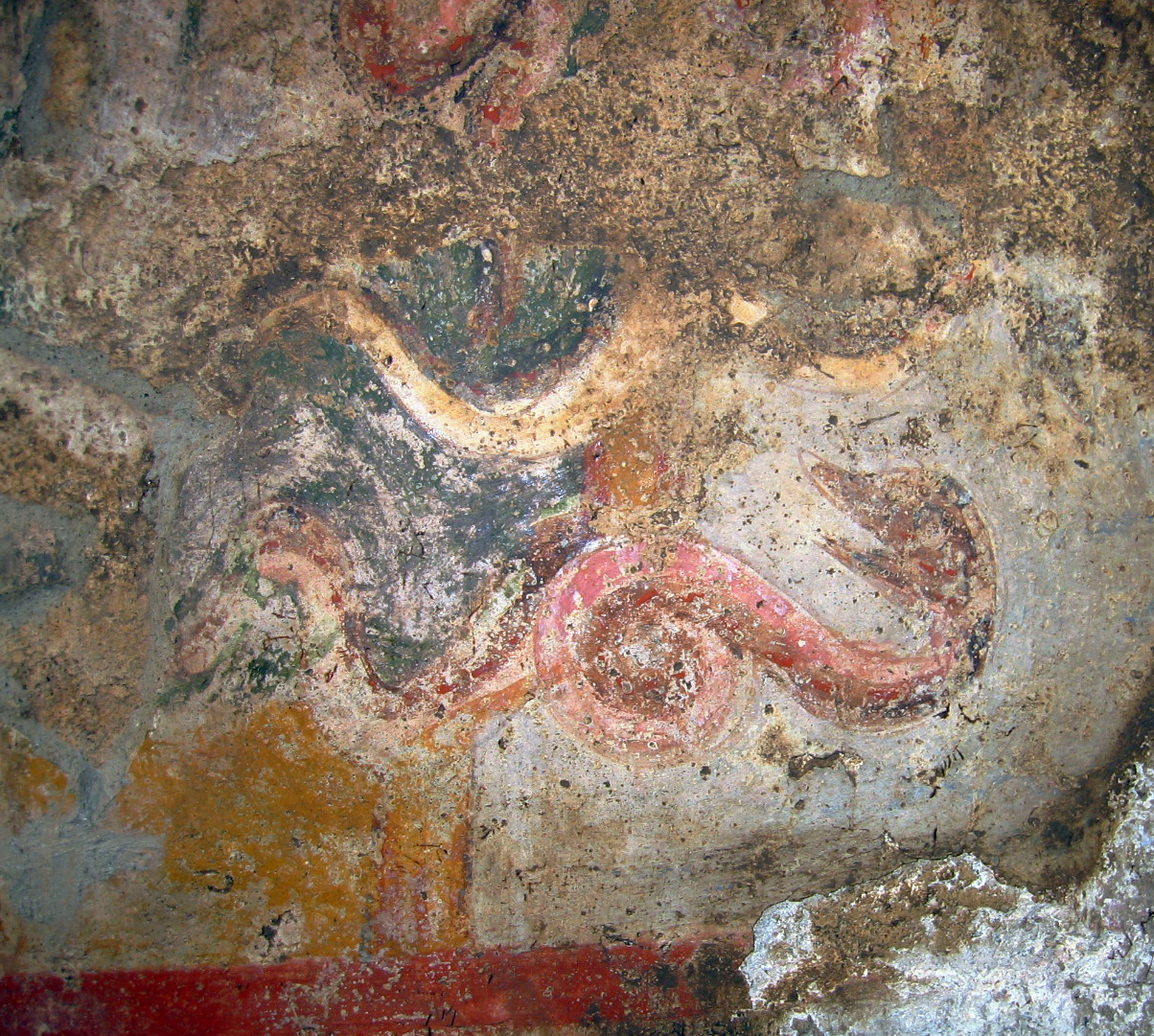
Un serpente nell'affresco della pesca miracolosa.
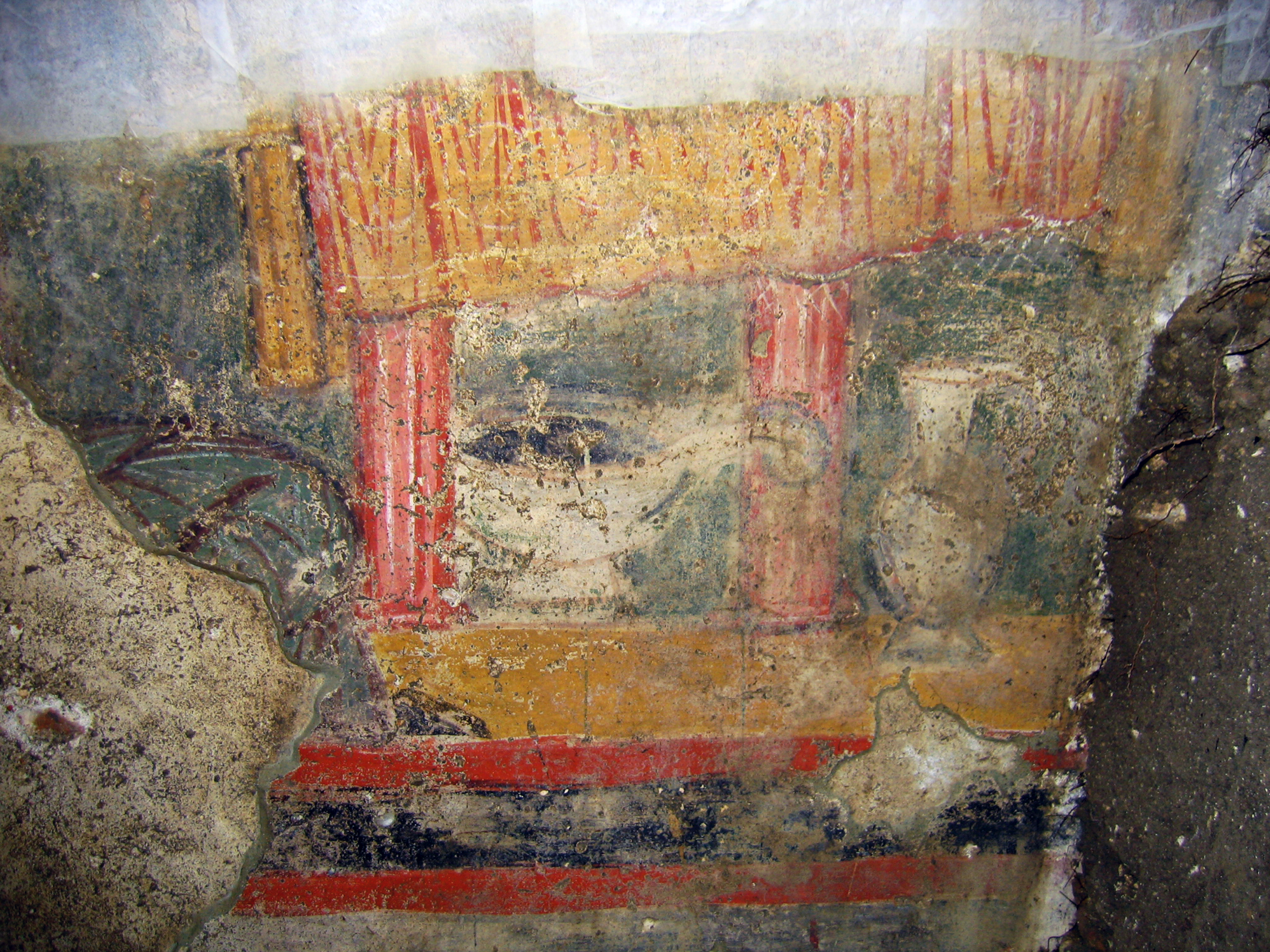
Cantaro e brocca sotto il letto della Vergine.

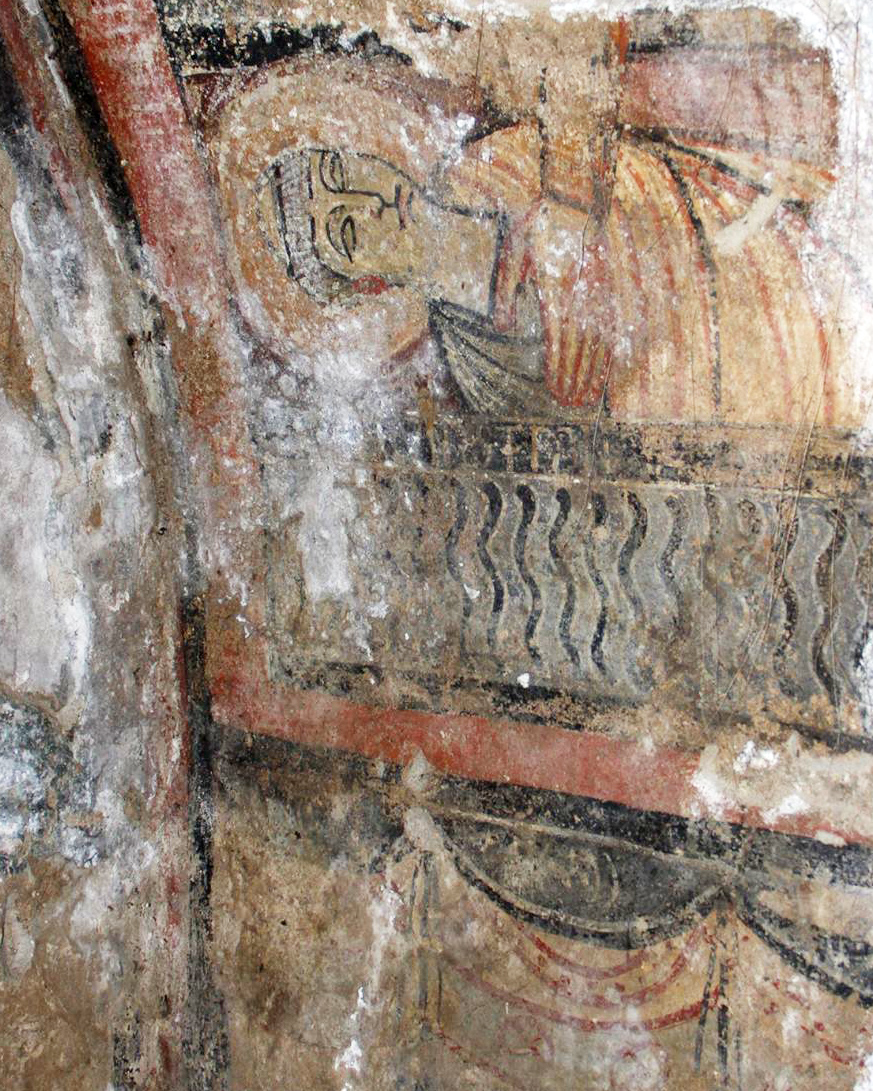
La Dormitio Virginis meno antica.

Gli affreschi della seconda fase, nella zona sud-ovest, coprono anche la nicchia murata; l'unica porzione figurativa di rilievo, nell'angolo della parete occidentale, è un tratto di una seconda Dormitio Virginis, meno ben eseguita della prima, con alcuni dettagli differenti: la Vergine sembra giacere in un sarcofago decorato, e sul suo petto è forse la mano di Gesù che ne estrae l'anima.
La cripta presenta due muri, eretti in un'epoca successiva agli affreschi, che dividono il suo tratto centrale con l'abside dai due bracci laterali. Insieme con tali muri fu realizzata una nuova scalinata centrale per la discesa al vano così ristretto, e fu sopraelevato anche il piano di calpestio. Si ritiene che questo piccolo vano sia rimasto in uso per qualche anno dopo il terremoto del 1688.
In cima alle mura della cripta sono i resti un canale di scolo, probabilmente impiegato dalle casette che vi furono costruite sopra nel XVIII secolo.

### Chiesa vecchia (prima del 1688)
Una descrizione piuttosto particolareggiata della chiesa distrutta è resa possibile dai resoconti lasciati da Giovanni De Nicastro nel 1683 e dal rettore beneventano Domenico Boscaino nel 1687. Le dimensioni totali erano circa 13 m in lunghezza, 12,60 m in larghezza e 7,20 m in altezza. Era divisa in tre navate, orientate in direzione W-E, e suddivise fra loro da nove colonne di marmo: 5 nel fianco settentrionale, una in meno nel fianco meridionale perché tale navata era ingombrata dalla base del campanile, posizionato nell'angolo sud-ovest.
L'ingresso alla chiesa era situato nel fianco nord, di fronte al portale del palazzo Sabariani. Sull'architrave recava scritto Templum D. Marci de Sabarianis; era sormontato dallo stemma dei Sabariani e da una nicchia con una raffigurazione di san Marco in veste pontificale. L'estremità ovest della chiesa era aderente ad altri edificati di sua pertinenza.
Un'abside in fondo alla navata centrale accoglieva l'altare maggiore, riccamente decorato durante i restauri del 1614: era rivestito in marmo, e una grata entro di esso consentiva di vedere le spoglie del santo vescovo. Su tale altare erano poggiate due statuette dorate con reliquie di san Marco e di san Donato. Una tela sopra l'altare, ampia 1,5×2,5 m, con cornice dorata, raffigurava il Santissimo Rosario con san Marco a destra e sant'Antonio a sinistra; e in basso, i ritratti di Antonio e Lelio de' Sabariani che avevano finanziato i restauri.
Nella parte altra dei due fianchi della navata centrale erano due finestre; altre due erano in fondo alle navate laterali. Lungo il muro sud, nella navata destra, era un secondo altare, dedicato a san Domenico, con relativa icona. Il fonte battesimale, sorretto da un basamento in marmo e ricoperto in legno, era appoggiato al muro del campanile.

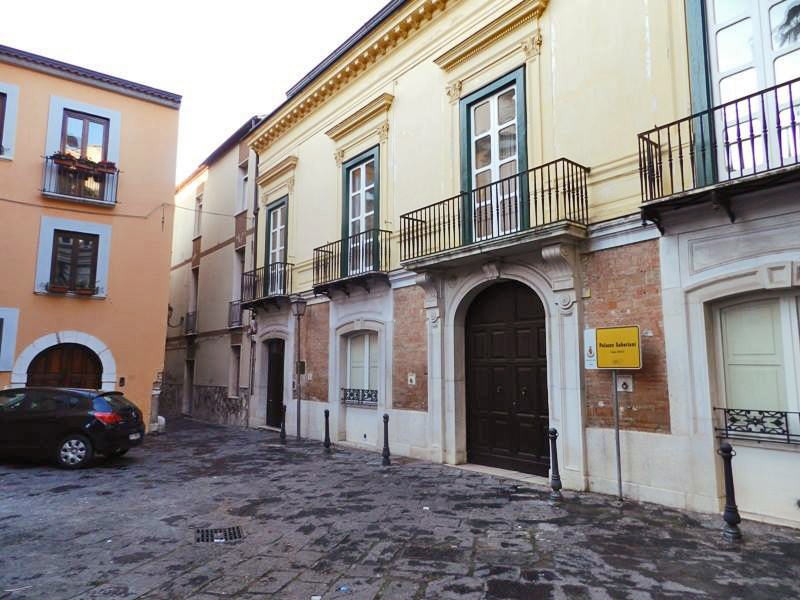
Palazzo Sabariani (a destra). La seconda chiesa di San Marco occupava i vani che affacciano sul vicolo.

Tre aree sotto il pavimento della chiesa erano dedicate alle sepolture: quella principale, con tutta probabilità corrispondente alla cripta superstite, era quella dei signori Sabariani. Vicino al portale d'ingresso era una sepoltura detta delli Vergini, mentre tre tumuli, anch'essi di esponenti della famiglia Sabariani, si trovavano presso l'altare di San Domenico. Dalla chiesa si accedeva alla sagrestia ricoperta a volta, rivolta a est.

### Chiesa nuova (1753-1900)
Stando all'inventario del 1784, la chiesa provvisoria allestita dalla famiglia Sabariani era collocata all'angolo sud-ovest del loro palazzo gentilizio. Il suo ingresso, a ovest, affacciava sull'attuale via Francesco Pacca, mentre il suo muro laterale destro delimitava l'attuale vico San Marco, che sbocca in piazza Salvatore Sabariani. Lungo tale muro erano tre finestre dalla forma allungata, e altrettanti oblò. Le sue dimensioni totali erano circa 12 m in lunghezza, 6,5 m in larghezza, 6 m in altezza.
L'interno era semplice, a navata unica con un altare posto dietro a una balaustra presso la parete di fondo, a est. Un soppalco sopra la porta d'ingresso, accessibile dal palazzo, era utilizzato dai membri della famiglia Sabariani. A sinistra dell'ingresso, all'interno, era una nicchia arcuata contenente una campana. Il pavimento era in mattoni, mentre il soffitto ligneo era ricoperto di una tela dipinta.